# Клочков, Николай Емельянович
Николай Емельянович Клочков — советский военнослужащий, участник Великой Отечественной войны, полный кавалер ордена Славы, сапер саперного взвода 101-го гвардейского Краснознаменного ордена Кутузова «Берлинского» стрелкового полка 35-й гвардейской Лозовской Краснознаменной орденов Суворова и Богдана Хмельницкого стрелковой дивизии, 4-й гвардейского стрелкового корпуса, 8-й гвардейской армии, 1-го Белорусского фронта, гвардии рядовой.

## Биография
Родился 10 июля 1904 года в деревне Зиновкино (ныне — Комаричского района Брянской области) в крестьянской семье. Русский. Образование начальное. Работал плотником.
С 1943 года — в Красной Армии. В действующей армии — с июня 1943 года. Воевал на Юго-Западном (с 20 октября 1943 года — 3-й Украинский) и 1-м Белорусском фронтах. Принимал участие в освобождении Левобережной Украины, Никопольско-Криворожской, Березнеговато-Снигиревской, Одесской, Люблин-Брестской, Висло-Одерской и Берлинской наступательных операциях. 20 июня 1943 года в бою был тяжело ранен в обе ноги.
В ожесточенных боях за удержание плацдарма в районе населенного пункта Магнушев (ныне Козеницкий повят, Мазовецкое воеводство, Польша) 4 и 5 августа 1944 года при отражении контратак противника Н. Е. Клочков из личного оружия уничтожил 8 немецких солдат. Приказом командира полка награждён медалью «За отвагу».
При переходе в наступление в начале Висло-Одерской операции в районе населенного пункта Гловачув-Леженице (ныне Козеницкий повят, Мазовецкое воеводство, Польша) 14 января 1945 года Н. Е. Клочков проделал проходы в минных полях и проволочных заграждениях противника, способствуя успешной атаке стрелкового подразделения.
Приказом командира 35-й гвардейской стрелковой дивизии от 31 января 1945 года гвардии рядовой Клочков Николай Емельянович награждён орденом Славы 3-й степени.
В результате операции 35-я гвардейская стрелковая дивизия вышла к реке Одер южнее города Кюстрин (ныне Костшин-над-Одрой, Гожувский повят, Любушское воеводство, Польша), форсировала реку и захватила плацдарм. В боях за расширение плацдарма 101-й гвардейский стрелковый полк вышел к населенному пункту Киц (ныне район Меркиш-Одерланд, земля Бранденбург, Германия). При подготовке к штурму населенного пункта Н. Е. Клочков был включен в состав штурмовой группы 1-го батальона. В ночь на 6 марта 1945 года он проделал проход в минно-взрывных и проволочных заграждениях противника, обезвредив 54 противотанковые и противопехотные мины. Выполнив скрытно и в срок боевую задачу, обеспечил свободный выход штурмовой группы к траншеям противника.
Приказом командующего 8-й гвардейской армией от 5 мая 1945 года гвардии рядовой Клочков Николай Емельянович награждён орденом Славы 2-й степени.
В ходе Берлинской наступательной операции Н. Е. Клочков выполнял различные боевые задачи, обеспечивая успешное наступление стрелковых подразделений. 23 апреля 1945 года он быстро проделал два прохода в заграждениях противника в пригороде Берлина Вульхайде, способствуя внезапной атаке переднего края врага. 24 апреля вместе с другими саперами под огнём противника разминировал мост через канал Тельтов.
Указом Президиума Верховного Совета СССР от 15 мая 1946 года за образцовое выполнение боевых заданий командования в боях с немецко-фашистскими захватчиками на завершающем этапе Великой Отечественной войны гвардии рядовой Клочков Николай Емельянович награждён орденом Славы 1-й степени.
В мае 1945 года демобилизован. Вернулся в родную деревню. С 1952 года жил в поселке городского типа Локоть Брасовского района Брянской области. Работал на Столбовском откормочном пункте Брасовского района.
Умер 9 февраля 1954 года.

## Награды
- Орден Славы 1-й степени (указ Президиума Верховного Совета СССР от 15.05.1946 года)
- Орден Славы 2-й степени (приказ командующего 8 гвардейской армии от 05.05.1945 года)
- Орден Славы 3-й степени (приказ командира 35 гвардейской стрелковой дивизии от 31.01.1945 года)
- Медаль «За отвагу»
- Медали